# تيري هسندريكس
تيري هسندريكس (بالإنجليزية: Terri Hendrix)‏ هي كاتبة غنائية ومغنية وموسيقية أمريكية، ولدت في 13 فبراير 1968 في سان أنطونيو في الولايات المتحدة.

## وصلات خارجية
- تيري هسندريكس على موقع ميوزك برينز (الإنجليزية)
- تيري هسندريكس على موقع أول ميوزيك (الإنجليزية)
- تيري هسندريكس على موقع ديسكوغز (الإنجليزية)